# IL6R
IL6R (англ. Interleukin 6 receptor) – білок, який кодується однойменним геном, розташованим у людей на короткому плечі 1-ї хромосоми.  Довжина поліпептидного ланцюга білка становить 468 амінокислот, а молекулярна маса — 51 548.
| 10         |  | 20         |  | 30         |  | 40         |  | 50         |
| ---------- |  | ---------- |  | ---------- |  | ---------- |  | ---------- |
| MLAVGCALLA |  | ALLAAPGAAL |  | APRRCPAQEV |  | ARGVLTSLPG |  | DSVTLTCPGV |
| EPEDNATVHW |  | VLRKPAAGSH |  | PSRWAGMGRR |  | LLLRSVQLHD |  | SGNYSCYRAG |
| RPAGTVHLLV |  | DVPPEEPQLS |  | CFRKSPLSNV |  | VCEWGPRSTP |  | SLTTKAVLLV |
| RKFQNSPAED |  | FQEPCQYSQE |  | SQKFSCQLAV |  | PEGDSSFYIV |  | SMCVASSVGS |
| KFSKTQTFQG |  | CGILQPDPPA |  | NITVTAVARN |  | PRWLSVTWQD |  | PHSWNSSFYR |
| LRFELRYRAE |  | RSKTFTTWMV |  | KDLQHHCVIH |  | DAWSGLRHVV |  | QLRAQEEFGQ |
| GEWSEWSPEA |  | MGTPWTESRS |  | PPAENEVSTP |  | MQALTTNKDD |  | DNILFRDSAN |
| ATSLPVQDSS |  | SVPLPTFLVA |  | GGSLAFGTLL |  | CIAIVLRFKK |  | TWKLRALKEG |
| KTSMHPPYSL |  | GQLVPERPRP |  | TPVLVPLISP |  | PVSPSSLGSD |  | NTSSHNRPDA |
| RDPRSPYDIS |  | NTDYFFPR   |  |            |  |            |  |            |

A: Аланін

C: Цистеїн

D: Аспарагінова кислота

E: Глутамінова кислота

F: Фенілаланін

G: Гліцин

H: Гістидин

I: Ізолейцин

K: Лізин

L: Лейцин

M: Метіонін

N: Аспарагін

P: Пролін

Q: Глутамін

R: Аргінін

S: Серин

T: Треонін

V: Валін

W: Триптофан

Кодований геном білок за функцією належить до рецепторів. 
Задіяний у такому біологічному процесі як поліморфізм. 
Локалізований у клітинній мембрані, мембрані.
Також секретований назовні.